# نورمان فوستر (لاعب هوكي جليد)
نورمان فوستر هو لاعب هوكي جليد كندي، ولد في 10 فبراير 1965 في فانكوفر في كندا.

## وصلات خارجية
- نورمان فوستر على موقع دوري الهوكي الوطني (الإنجليزية)
- نورمان فوستر على موقع قاعة مشاهير الهوكي (لاعب أن.إتش.أل) (الإنجليزية)
- نورمان فوستر على موقع EliteProspects.com (الإنجليزية)
- نورمان فوستر على موقع HockeyDB.com (الإنجليزية)
- نورمان فوستر على موقع Hockey-Reference.com (الإنجليزية)